# Tagosodes melicerta
Tagosodes melicerta är en insektsart som först beskrevs av Ronald Gordon Fennah 1958.  Tagosodes melicerta ingår i släktet Tagosodes och familjen sporrstritar. Inga underarter finns listade i Catalogue of Life.